# Antou
Antou (kinesiska: 安头乡, 安头) är en socken i Kina. Den ligger i provinsen Shandong, i den östra delen av landet, omkring 31 kilometer nordväst om provinshuvudstaden Jinan. Antalet invånare är 21 609. Befolkningen består av 10 668 kvinnor och 10 941 män. Barn under 15 år utgör 16,0 %, vuxna 15-64 år 73 %, och äldre över 65 år 10,0 %.
Genomsnittlig årsnederbörd är 818 millimeter. Den regnigaste månaden är juli, med i genomsnitt 297 mm nederbörd, och den torraste är januari, med 5 mm nederbörd.